# Günther Bahr
Günther Anton Bahr (* 15. März 1944 in Wien; † 3. November 2011 ebenda) war ein österreichischer Moderator. Er hat zwischen November 1970 und April 1999 mehr als 3000 Mal die ORF-Sendung Autofahrer unterwegs moderiert und war innerhalb des Teams jener Mitarbeiter, der die Weltrekord-Sendereihe am längsten betreut hat.

## Leben
Bahr studierte in Wien an der damaligen Hochschule für Welthandel Wirtschaftswissenschaften. 1969 gewann er mit neun anderen späteren Kollegen ein Casting des ORF, an dem sich 2000 Personen beteiligt hatten. Nach einer journalistischen Ausbildung arbeitete Bahr bei Autofahrer unterwegs.
Neben dieser in Österreich populären Reihe gestaltete und moderierte Günther Bahr zahlreiche Sendereihen, wie z. B. Blue Berets, welche sich mittels Kurzwelle an die österreichischen UNO-Soldaten im Einsatz richtete.
1980 wurde Bahr in der Ausbildung für ORF-Redakteure eingesetzt. In der Folge engagierten ihn auch private Unternehmen und öffentliche Dienststellen zu Aus- und Weiterbildung. In Seminaren bereitete er Führungskräfte auf Interviews und Fernsehdiskussionen vor. Nachdem 1999 Autofahrer unterwegs eingestellt wurde, fasste Bahr den Entschluss, sich mit seiner Firma Mediatraining selbständig zu machen. Im September 2002 verließ er den ORF.

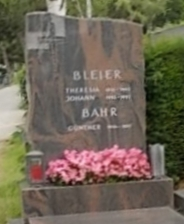
Grabstätte von Günther Bahr

Zuletzt arbeitete Bahr als Medientrainer, unter anderem an der Fachhochschule Joanneum in Graz und an der Donau-Universität Krems.
Er verstarb im Alter von 67 Jahren unerwartet als Vortragender eines Erste-Hilfe-Kurses und wurde auf dem Ober St. Veiter Friedhof (T-8-22) in Wien beigesetzt.

## Privates
Günther Bahr war verheiratet und hatte einen Sohn. Der ehemalige Moderator studierte bis 2006 in Krems Psychotraumatologie (Abschluss mit "akad. Experte für Psychotraumatologie") und hat im November 2008 in Graz das Studium Hochschuldidaktik mit dem Titel "Dipl. Hochschuldidaktiker" abgeschlossen. 2009 folgte an der Donau-Universität die Fortsetzung des Psychotraumatologie-Studiums zum "Master of Science in Psychotraumatology".
Günther Bahr engagierte sich in seiner Freizeit ehrenamtlich beim Arbeiter-Samariter-Bund Österreichs, hauptsächlich als Lehrbeauftragter, sowie im Bereich Krisenintervention und Katastrophenhilfe. Er war auch jahrelang als Pressesprecher des österreichischen Samariterbund tätig.